# Comuna de Wiślica
Wiślica (polaco: Gmina Wiślica) é uma gminy (comuna) na Polónia, na voivodia de Santa Cruz e no condado de Buski. A sede do condado é a cidade de Wiślica.
De acordo com os censos de 2004, a comuna tem 5793 habitantes, com uma densidade 57,6 hab/km².

## Área
Estende-se por uma área de 100,58 km², incluindo:
- área agrícola: 85%
- área florestal: 3%

## Demografia
Dados de 30 de Junho 2004:
|                      | Total   | Total | Mulheres | Mulheres | Homens  | Homens |
| -------------------- | ------- | ----- | -------- | -------- | ------- | ------ |
|                      | pessoas | %     | pessoas  | %        | pessoas | %      |
| População            | 5793    | 100   | 2925     | 50,5     | 2868    | 49,5   |
| Densidade (pop./km²) | 57,6    | 100   | 29,1     | 29,1     | 28,5    | 28,5   |

De acordo com dados de 2005, o rendimento médio per capita ascendia a 1 632,48 zł.

## Comunas vizinhas
- Busko-Zdrój, Czarnocin, Nowy Korczyn, Opatowiec, Pińczów, Złota